# Karur
Karur est une des plus anciennes villes du Tamil Nadu, située entre Tiruchirappalli et Coimbatore et a joué un rôle significatif de la culture Tamoule depuis plus de 2 000 ans. Elle a toujours été un centre de commerce important depuis l'époque Sangam. On a trouvé dans la ville des poteries, amphores et pièces ... romaines, ainsi que des pièces Chera, pièces Pallava, bagues précieuses, armures, etc.
La ville est placée non loin de la vallée du fleuve Cauvery, sur les bords de son affluent l'Amaravati.

## Histoire
Les Chera établissent leur capitale à Vanchi/Vanji ou Karuvour que l'on situe généralement à Karur.